# Guelfo Guelfi

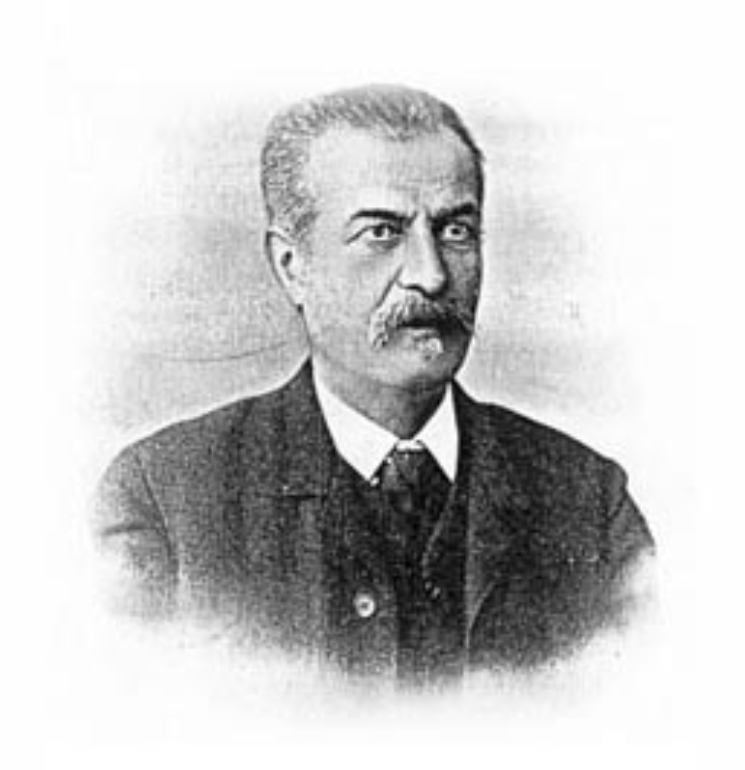
Ritratto di Guelfo Guelfi basato sulle sue sculture

Guelfo Guelfi (Scarlino, 1837 – Castelnuovo Berardenga, 1911) è stato un politico italiano di idee Mazziniane.

## Biografia
Guelfo Guelfi nacque a Scarlino da una famiglia di tradizione liberale.
Suo padre, Angiolo Guelfi, nel 1849 aveva ospitato Giuseppe Garibaldi a Palazzo Guelfi a Scarlino.
Nel 1859 si arruola come volontario garibaldino nei Cacciatori delle Alpi e va a Modena dove almeno ha un colloquio con Garibaldi.
Trasferitosi a Lajatico fonda nel 1868 una scuola serale e festiva per adulti che promuove l’istruzione di tutte le classi sociali della popolazione.
(Motto della Società per l’Educazione del Popolo fondata da Guelfo Guelfi)
Guelfo Guelfi si sposò con Girolama Mannini; Tramite questo matrimonio entrò in possesso della tenuta Mannini “La Casaccia” a Castelnuovo Berardenga ed ebbe quattro figlie.
Nel 1878 diventa sindaco facente funzioni di Lajatico, prosindaco nel 1880 e sindaco 1883- 1886, mentre più tardi diventerà sindaco di Castelnuovo Berardenga.
Esercitando le sue funzioni amministrò sempre seguendo i principi di contenimento delle tasse, riduzione del debito comunale e spese straordinarie mirate alla realizzazione di opere essenziali.
Nel 1884 fonda la Banca Popolare di Lajatico che “divenne infatti negli anni della direzione Guelfi, un punto di riferimento per la Valdera facendo da volano per la crescita economica di tutta la zona e capace di sostenerne lo sviluppo agricolo, fino ad allora in condizioni di enorme difficoltà”.
Guelfo Guelfi fu Sindaco di Castelnuovo Berardenga (SI) dal 1893 al 1907 ( intervento commemorativo del 7 Giugno 1914 di Ernesto Baggiani ,già segretario comunale al tempo di Guelfi - dal libretto dedicato, edito dalle Arti Grafiche Lazzeri nel 1915 e oggi reperibile alla Facoltà di Lettere e Filosofia di Arezzo )Nel 1907 si trasferisce a Castelnuovo Berardenga dove seguendo il motto di ispirazione risorgimentale   “Per noi e per voi” esegue un'importante opera di ristrutturazione della tenuta della “Casaccia” (incluso il borgo di Campi).
Esercitando le sue funzioni amministrò sempre seguendo i principi di contenimento delle tasse, riduzione del debito comunale e spese straordinarie mirate alla realizzazione di opere essenziali.
Nel 1884 fonda la Banca Popolare di Lajatico che “divenne infatti negli anni della direzione Guelfi, un punto di riferimento per la Valdera facendo da volano per la crescita economica di tutta la zona e capace di sostenerne lo sviluppo agricolo, fino ad allora in condizioni di enorme difficoltà”.
Nel 1907 si trasferisce a Castelnuovo Berardenga dove seguendo il motto di ispirazione risorgimentale   “Per noi e per voi” esegue un'importante opera di ristrutturazione della tenuta della “Casaccia” (incluso il borgo di Campi).
Numerose targhe poste in suo onore sembrano indicare come Guelfi anche nell'amministrazione dei suoi possedimenti fu sempre guidato dalla volontà di fare delle sue proprietà una ricchezza per la comunità.
(Targa posta sulla facciata della Casaccia a opera di Adamo Mannini)
In virtù delle sue capacità amministrative Guelfi fu nominato dalla Banca Del Monte Dei Paschi di Siena  Sindaco revisore.
In tempi recenti su di lui sono stati pubblicati diversi libri e in suo onore a Lajatico è stata dedicata una via nella quale ha sede la Banca Popolare di Lajatico da lui fondata.

## Il Pugnale e l'incontro con Garibaldi
É noto che Guelfo Guelfi incontrò ed ebbe un colloquio con Giuseppe Garibaldi grazie a delle notizie scritte da lui.
Infatti nell'1889 viene pubblicato  "Dal molino di Cerbaia a Cala Martina Notizie inedite sulla vita di Giuseppe Garibaldi" scritto da Guelfo Guelfi.
Nel libro Guelfi racconta di come suo padre ,Angiolo Guelfi ,ed altri patrioti organizzarono la fuga di Giuseppe Garibaldi.
In un passo Guelfo Guelfi parla di come Garibaldi diede a Angelo Guelfi in regalo un suo pugnale , augurandosi che "in tempi per la patria migliori mi possa essere riportato dal vostro figlio, al quale mostrerò d'essere sempre memore dell'aiuto ricevuto".
Subito dopo Guelfo Guelfi racconta che dopo essersi arruolato come volontario garibaldino nei Cacciatori delle Alpi nel 1859 incontrò Garibaldi a Modena.
Guelfi all'inizio non disse a Garibaldi di essere figlio di Angelo come invece il Generale aveva detto di fare.
Successivamente Garibaldi venne a sapere della discendenza di Guelfo tramite una “fortuita circostanza”e lo chiamò a colloquio.
Qui Guelfo Guelfi ci racconta in terza persona il colloquio avvenuto con Garibaldi che secondo il testo avrebbe detto tra le altre cose “Io gli devo la vita al tuo babbo, e mi rammenterò sempre di quanto ha fatto per me.”  e “ voi giovani avete spesso bisogno di denaro; rammentati che hai qua un amico”.
Il racconto prosegue poi raccontando l’emozione provata da un giovane garibaldino nel parlare con il suo eroe.